# 大新聞大爆卦
《大新聞大爆卦》是中天電視製作的政論性節目，2020年10月13日在中天新聞台開播，採現場直播。

## 主持人
| 主持人 | 搭檔主持人                    | 主持星期                   | 主持期間                       | 主持時段    |
| ------ | ----------------------------- | -------------------------- | ------------------------------ | ----------- |
| 馬千惠 |                               | 週一至週五                 | 2020年10月13日－2020年12月11日 | 14:00-16:00 |
| 馬千惠 | 2021年4月1日－至今            | 週一至週五                 |                                | 14:00-16:00 |
| 馬千惠 | 2020年12月14日－2021年2月22日 | 週一至週五                 | 14:00-15:00                    |             |
| 馬千惠 | 許甫                          | 週一至週五                 | 2021年2月23日－2021年3月31日   | 14:00-16:00 |
| 許甫   |                               | 週一至週五                 | 2020年12月14日－2021年2月18日  | 15:00-16:00 |
| 許甫   | 週四                          | 2021年4月8日-2021年6月24日 |                                | 15:00-16:00 |
| 許甫   | 週一至週四                    | 2021年6月27日-2021年8月5日 | 14:00-16:00                    |             |
| 李珮瑄 | 週五                          | 2021年7月2日-2021年8月6日  | 14:00-16:00                    |             |
| 李珮瑄 | 週六至週日                    | 2021年12月19日-至今        | 14:00-16:00                    |             |
| 李珮瑄 | 週四                          | 2021年8月12日-至今         | 15:00-16:00                    |             |

### 代班主持人
- 許甫（2020年10月22日、10月28日、11月24日）
- 張介凡（2023年5月30日、5月31日、6月1日、6月2日、6月3日、7月10日、7月14日、7月17日、9月14日、9月18日、9月22日、9月28日、11月2日、12月1日、12月8日、12月14日、12月15日、12月21日、12月29日、2024年1月8日、1月31日、2月14日、2月16日、4月5日、5月20日、6月10日、6月14日、6月17日、6月27、8月26日）
- 洪淑芬（2022年9月6日）
- 林佩潔（2024年12月16日、12月18日、12月20日) (2025年4月3日、2025年6月10日、2025年6月13日、2025年6月26日、2025年8月5日）
- 何橞瑢（2025年2月2日）

## 節目內容
本節目採現場直播方式播出。

## 播出時間

### 首播
| 頻道       | 所在地 | 播映日期             | 節目名稱     | 播出時間                 |
| ---------- | ------ | -------------------- | ------------ | ------------------------ |
| 中天新聞台 | 臺灣   | 2020年10月13日－至今 | 大新聞大爆卦 | 每週一至週五 14:00-16:00 |
| 中天新聞台 | 臺灣   | 2021年12月19日-至今  | 週末大爆卦   | 每週六至週日14:00-16:00  |

## 戶外開講
| 播出日期       | 戶外開講                    | 播出星期 | 播出時間      | 主持人 | 搭檔主持人 |
| -------------- | --------------------------- | -------- | ------------- | ------ | ---------- |
| 2020年10月23日 | 反關台挺中天 戶外開講台中站 | 週五     | 14:00 - 16:00 | 馬千惠 | 戴立綱     |
| 2020年10月24日 | 反關台挺中天 戶外開講台北站 | 週六     | 14:00 - 16:00 | 馬千惠 | 戴立綱     |
| 2020年10月25日 | 反關台挺中天 戶外開講新北站 | 週日     | 14:00 - 16:00 | 馬千惠 | 戴立綱     |
| 2020年10月30日 | 反關台挺中天 戶外開講桃園站 | 週五     | 14:00 - 16:00 | 馬千惠 | 戴立綱     |
| 2020年11月6日  | 反關台挺中天 戶外開講新竹站 | 週五     | 14:00 - 16:00 | 馬千惠 | 戴立綱     |
| 2020年11月13日 | 反關台挺中天 戶外開講南投站 | 週五     | 14:00 - 16:00 | 馬千惠 | 戴立綱     |
| 2020年11月20日 | 反關台挺中天 戶外開講雲林站 | 週五     | 14:00 - 16:00 | 馬千惠 | 戴立綱     |
| 2020年11月27日 | 反關台挺中天 戶外開講台南站 | 週五     | 14:00 - 16:00 | 馬千惠 | 戴立綱     |
| 2020年12月4日  | 反關台挺中天 戶外開講高雄站 | 週五     | 14:00 - 16:00 | 馬千惠 | 戴立綱     |

## 節目開場白

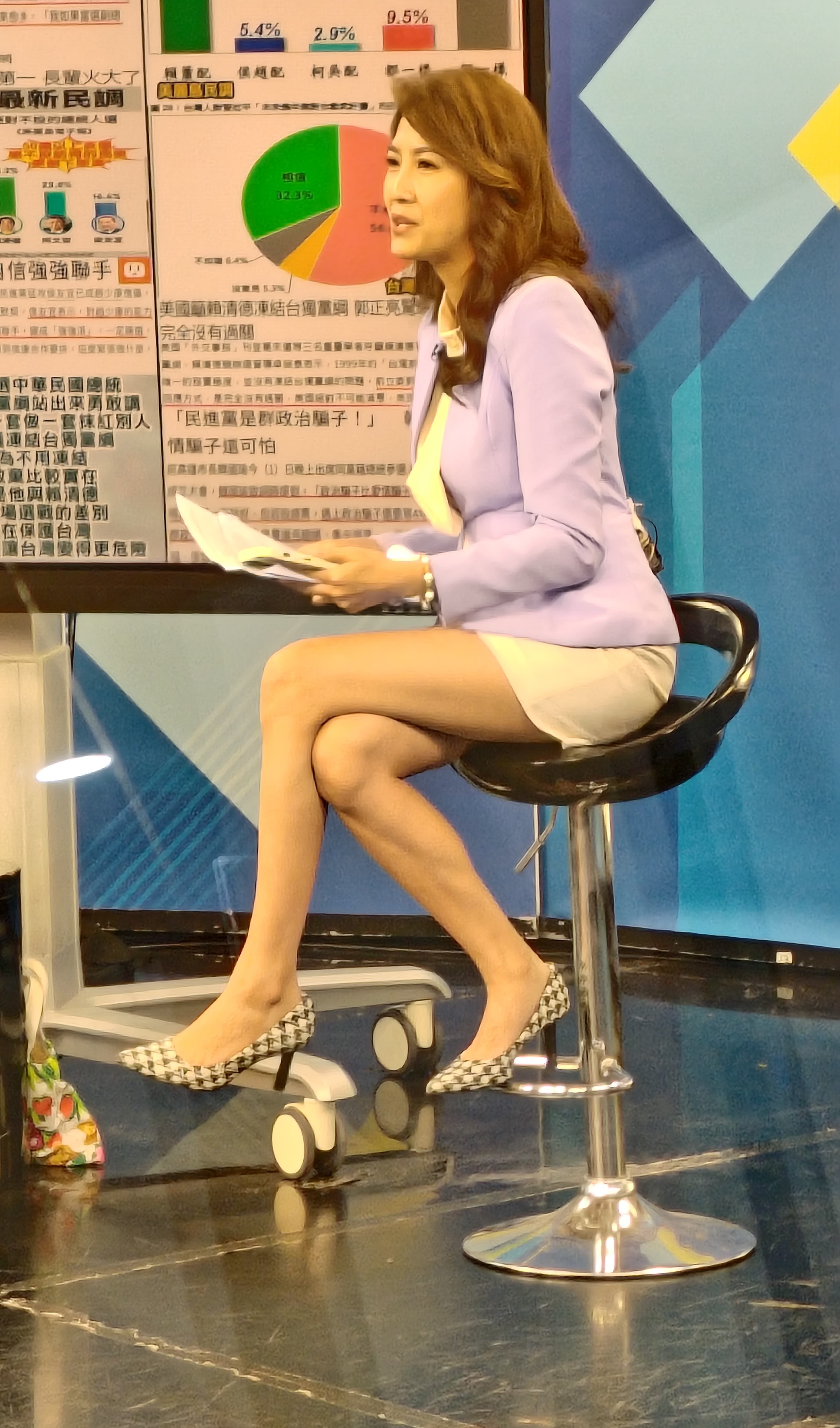
《週末大爆卦》

- 《週末大爆卦》馬千惠：歡迎收看大新聞大爆卦，一樣觀眾朋友來到子頻上收看，同時記得幫我按讚把連結分享推播出去。
- 李珮瑄：歡迎收看週末大爆卦，你好，我是鯊鯊主播李珮瑄，星期天下午兩點鐘，歡迎準時加入我們週末大爆卦。

## 特別節目
- 2021年9月25日《國民黨主席選舉開票特別報導》
- 2021年10月23日《罷免陳柏惟開票直播特別報導》
- 2021年12月18日《1218四大公投人民作主開票特別報導》
- 2024年10月13日《謝國樑罷免案投開票特別報導》
- 2025年7月26日《726大罷免決戰開票特別報導》

## 製作團隊
- 監製：謝建文
- 編審：薄征宇
- 製作人：馬千惠、傅育邦(平日.假日)、李珮瑄(假日)
- 執行製作人：鍾舒婷
- 執行製作：邱佳頎、蔡郁柔、黃羿慈、陳映彤
- 視覺設計：中天視創中心
- 攝影：詹奇哲、蘇建瑋、林傳發、李國端
- 燈光：彭俊豪、王鴻源
- 影音技術：翁泓煒、林建宏、伍伯達、周易霖
- 技術指導：劉宇文、陳俊宏
- 現場指導：林芳伃
- 助理導播：李欣雨、蘇靖基、李彥儒、楊思嫻
- 導播：馬書儀、蘇尹笛、呂雅玲、石惠玲、蘇俊雄、魏嘉春、林星如

## 外部連結
- 大新聞大爆卦的Facebook專頁（繁體中文）
- YouTube上的大新聞大爆卦頻道

| 臺灣 中天新聞台 每週一至週五 14:00 - 16:00                 | 臺灣 中天新聞台 每週一至週五 14:00 - 16:00 | 臺灣 中天新聞台 每週一至週五 14:00 - 16:00 |
| ---------------------------------------------------------- | ------------------------------------------ | ------------------------------------------ |
|                                                            | 大新聞大爆卦 （2020年10月13日－至今）      |                                            |
| 1400中天新聞1500中天新聞 （2020年3月23日－2020年10月12日） | —                                          |                                            |
| 每週六至週日 14:00 - 16:00                                 |                                            |                                            |
| 1400中天新聞1500中天新聞                                   | 週末大爆卦 （2021年12月19日－至今）        | —                                          |